# Gloster (Louisiane)
Pour les articles homonymes, voir Gloster.
Gloster est une census-designated place de la paroisse de De Soto, en Louisiane, aux États-Unis. 